# Meridian (Marke)

Meridian-Logo bis Juni 2020, seitdem in der Bayerischen Regiobahn aufgegangen.

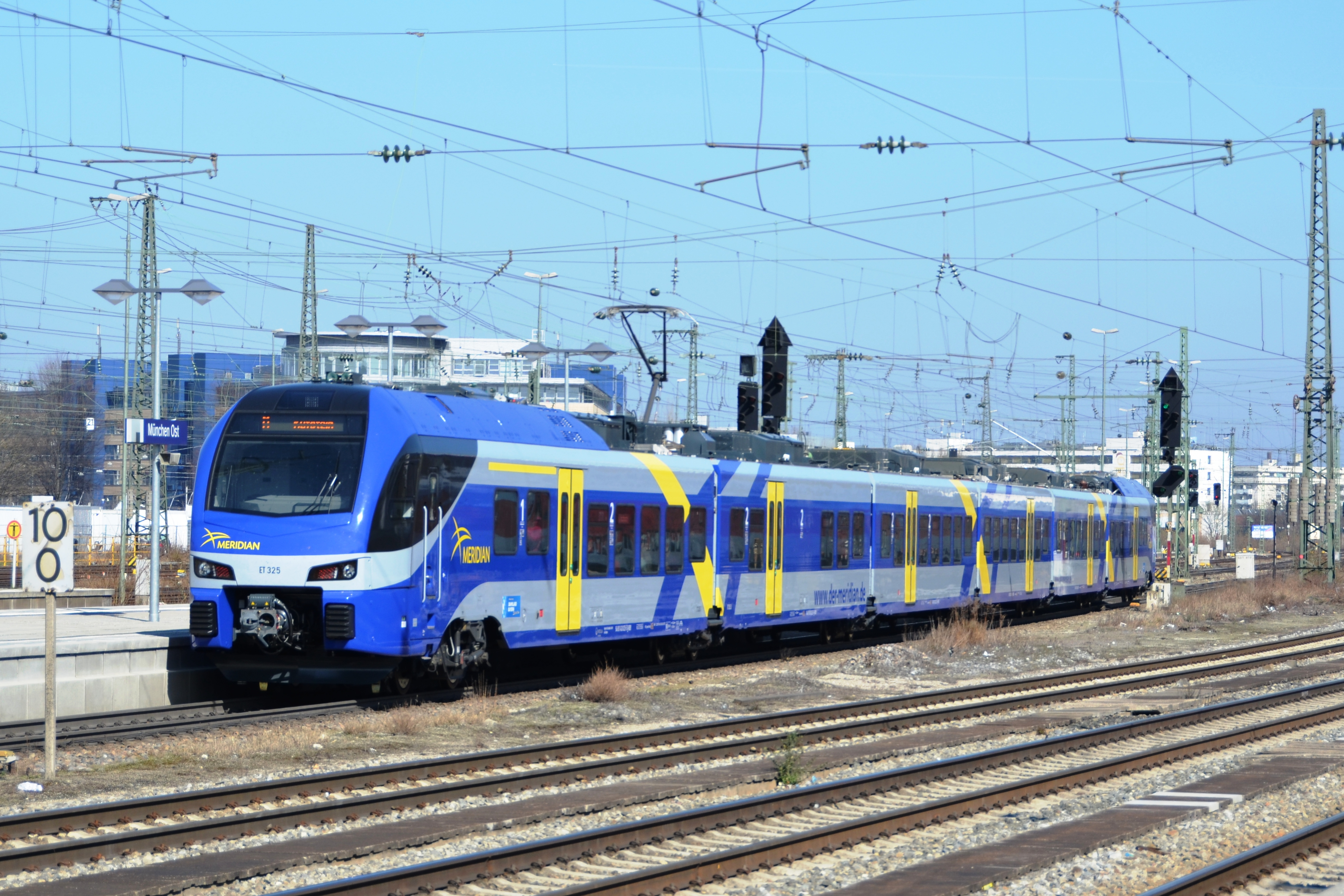
Triebwagen ET325 in München Ost

Meridian war die Marke für das Nahverkehrs-Zugangebot der zu Transdev gehörigen Bayerischen Oberlandbahn GmbH (BOB), unter der von Ende 2013 bis 2020 Zugverbindungen von München nach Salzburg, Rosenheim, Kufstein und Holzkirchen betrieben wurden. Seit Juni 2020 verkehren diese Züge unter dem Markennamen Bayerische Regiobahn (BRB), der ergänzt wird mit Chiemgau-Inntal als Bezeichnung für das regionale Streckennetz.

## Hintergrund

Erstes Meridian-Logo (2013–2015)

Am 15. April 2010 gab die Bayerische Eisenbahngesellschaft (BEG) die Ausschreibung des „E-Netz Rosenheim“ bekannt. Am 9. Dezember 2010 erhielt die damalige Veolia Verkehr (heute Transdev GmbH) den Zuschlag für zunächst 12 Jahre ab dem 15. Dezember 2013 und löste somit den bisherigen im Rahmen des landesweiten Verkehrsdurchführungsvertrages tätigen Betreiber DB Regio Bayern (unter dem Markennamen München-Salzburg-Express) ab. Der Verkehr wird durch die Transdev-Tochter Bayerische Oberlandbahn GmbH durchgeführt. Das verkehrliche Kürzel des Meridian lautete auf den Buchstaben M. Die betriebliche Zuggattung für die DB Netz AG ist jedoch im Fahrgasteinsatz DPN. Nach Einführung der Liniennummern im Bayerischen Regionalverkehr verkehrt der M als RE 5 nach Salzburg, RB 54 nach Kufstein und als RB 58 von München über Holzkirchen nach Rosenheim.

## Betrieb
Der Betrieb unter dem Namen Meridian umfasste folgende Linien:
- München – Rosenheim – Salzburg
- München – Rosenheim – Kufstein
- München – Holzkirchen – Rosenheim

Zwischen München Hauptbahnhof und Salzburg Hauptbahnhof verkehren die Züge im Stundentakt. Insgesamt dauert die Fahrt auf der gesamten Strecke circa zwei Stunden. Auf dieser Strecke werden nur sechsteilige Züge eingesetzt, meistens in Doppeltraktion, vereinzelt als Einzeltriebwagen. Werktags fahren die Züge in verkehrsstarken Zeiten als Dreifachtraktion bis zum Bahnhof Rosenheim, manchmal aber auch bis Salzburg. In der Hauptverkehrszeit verkehren vier Zugpaare als Verstärkerfahrten zwischen München und Traunstein. Fast alle Züge fahren zwischen München Ost und Rosenheim ohne Halt durch und bedienen ab Rosenheim alle Zwischenstationen, es besteht jedoch in Rosenheim Umsteigemöglichkeit in die Züge München–Kufstein, welche überall halten. In Tagesrandzeiten verkehrt der Salzburger mit dem Kufsteiner Zug gekuppelt zwischen München und Rosenheim und hält an allen Bahnhöfen.
Zwischen München und Kufstein verkehren im Stundentakt Züge, die alle Zwischenhalte zwischen Grafing Bahnhof und Rosenheim bedienen. Die Verbindung wird meist mit einem einzelnen sechsteiligen Flirt 3 gefahren. In der Hauptverkehrszeit kommen auch Doppeltraktionen zum Einsatz, wobei meist der hintere Zugteil nur bis Rosenheim fährt. Die Fahrtdauer beträgt circa 90 Minuten. In den Morgen- und Abendstunden werden die Züge wie oben beschrieben in Rosenheim gekuppelt, die ersten und letzten 3 Züge beginnen und enden in Rosenheim.

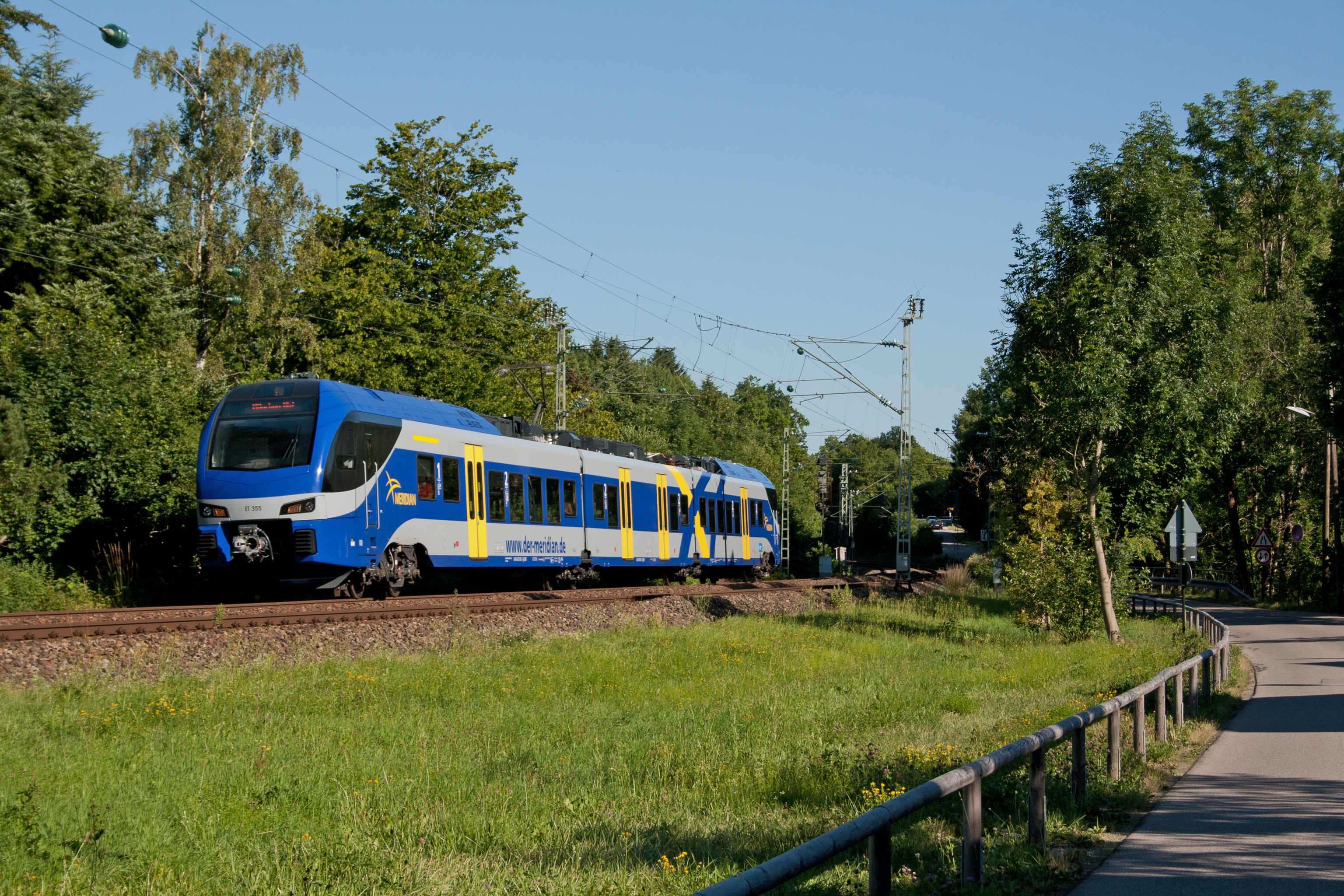
Triebwagen ET355 auf der Bahnstrecke München–Lenggries

Zwischen München und Deisenhofen verkehren die Züge von Montag bis Freitag im Halbstundentakt. Auf der Mangfalltalbahn von Holzkirchen nach Rosenheim besteht ein Stundentakt. In der Hauptverkehrszeit werden die Züge München–Deisenhofen stündlich über Holzkirchen nach Rosenheim verlängert, wodurch auf der Mangfalltalbahn ein Halbstundentakt entsteht. Auf der Strecke werden drei- und sechsteilige Züge eingesetzt. Die Fahrtdauer beträgt auf der gesamten Strecke von München über Holzkirchen nach Rosenheim circa 90 Minuten.
Während der Hauptverkehrszeit und an Schultagen fahren einzelne weitere Verstärkerzüge, so zum Beispiel von Prien am Chiemsee über Rosenheim nach Holzkirchen und zwischen Holzkirchen und Kufstein.
Im Taktknoten Rosenheim kommen immer zur halben Stunde im Zeitraum von zehn Minuten die Züge aus München, Salzburg, Kufstein, Holzkirchen und Wasserburg (Südostbayernbahn) an, wodurch bei planmäßigem Betrieb in alle Richtungen Anschlüsse gewährleistet werden.
Für die Wartung und Instandsetzung der Meridian-Züge wurden im Jahre 2016 Kapazitäten der Eisenbahnbetriebswerkstatt der KSI GmbH & Co. KG (Kompetenzzentrum Schienenfahrzeug-Instandhaltung) in Augsburg geschaffen. Die KSI GmbH & Co. KG betreibt an der Firnhaberstraße südöstlich des Augsburger Hauptbahnhofes ein Eisenbahnbetriebswerk, in dem bereits seit April 2012 die Züge des Schwesterunternehmens Bayerische Regiobahn (BRB) gewartet und gereinigt werden.
Im Bereich des Netzes Chiemgau-Inntal betreibt Transdev fünf Kundencenter in Bad Endorf, Holzkirchen, München Hbf, Rosenheim und Übersee. 
Im Frühjahr 2020 wurde bekanntgegeben, dass in den Streckennetzen von Bayerischer Oberlandbahn und Bayerischer Regiobahn statt der drei Marken BRB, BOB und Meridian nur noch eine verwendet wird: „Bayerische Regiobahn“, kurz BRB. Seit Juni 2020 wird das zuvor als Meridian-Netz betitelte E-Netz Rosenheim als Netz Chiemgau-Inntal unter dem Namen Bayerische Regiobahn (BRB) betrieben.

## Fahrzeuge

### Stadler Flirt 3

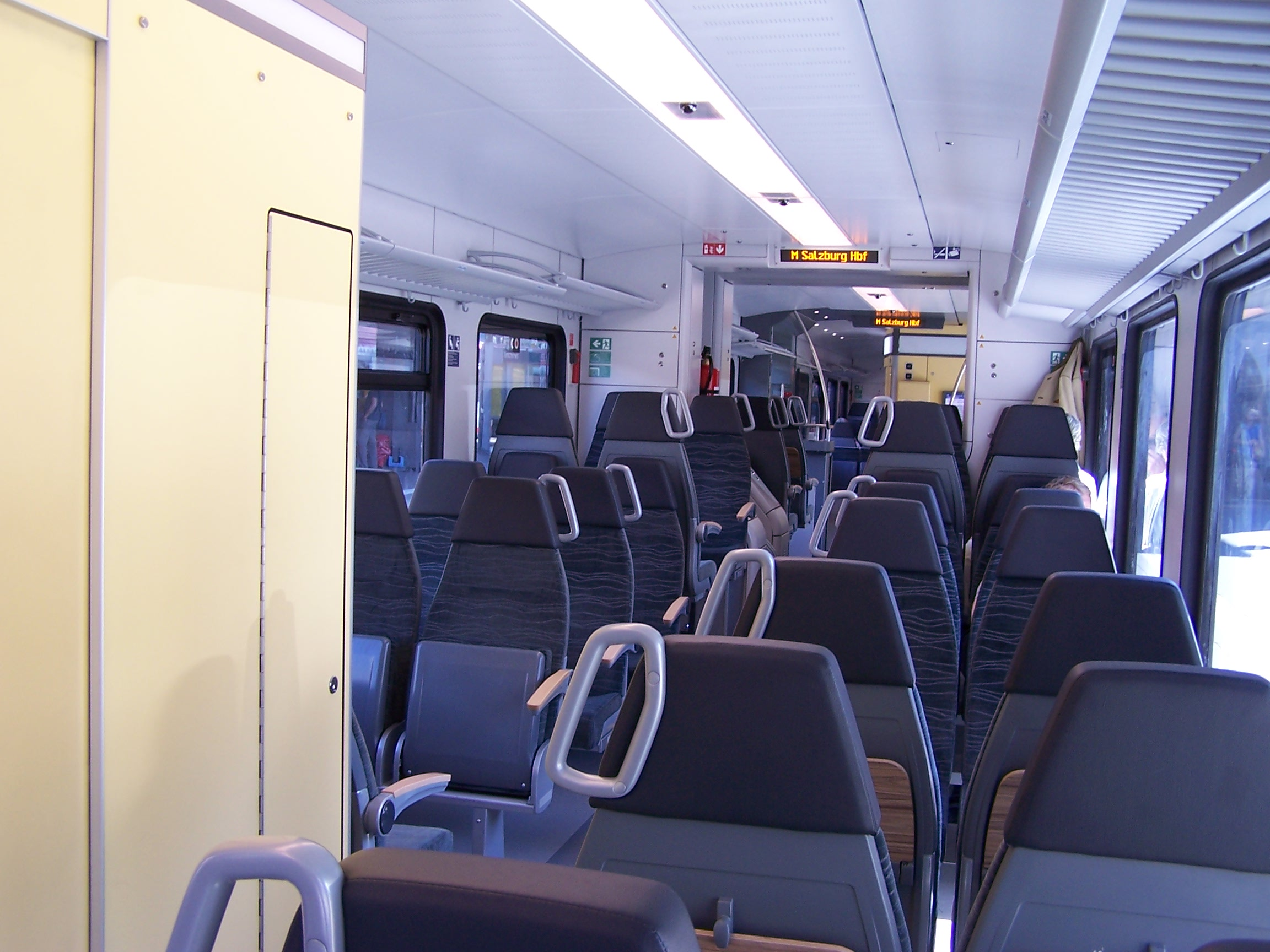
2.-Klasse-Bereich eines Flirt 3 von Meridian

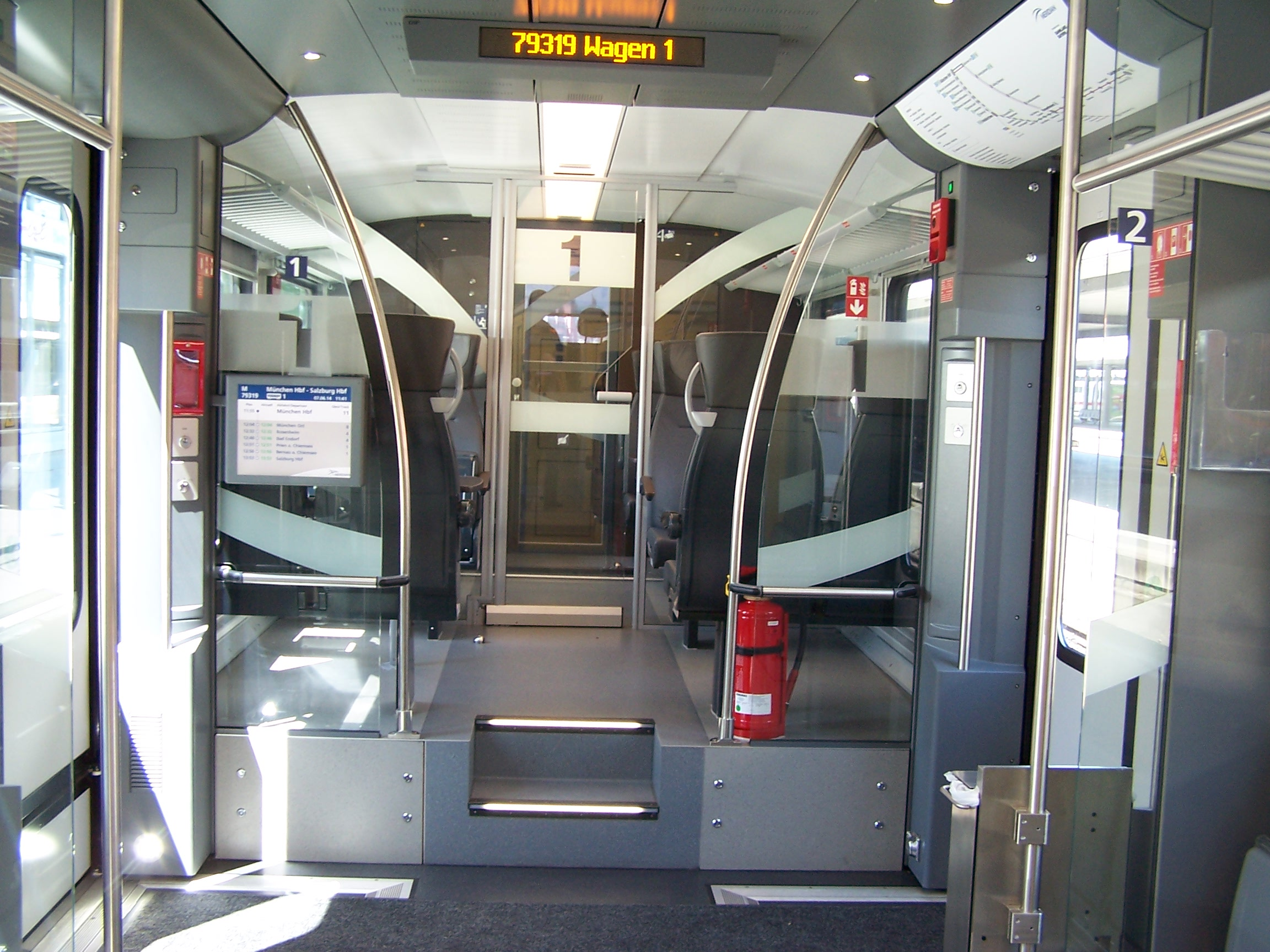
1.-Klasse-Bereich eines Flirt 3 von Meridian, im Eingangsbereich befindet sich ein Infodisplay

Für das E-Netz Rosenheim bestellte Veolia insgesamt 35 Elektrotriebzüge der Bauart Flirt 3 im Wert von 200 Millionen Euro bei Stadler. Sieben Triebzüge sind dreiteilig (Wagen 351–357) und verfügen über 158 Sitzplätze, die übrigen 28 Triebzüge sind sechsteilig (Wagen 301–328) und haben 333 Sitzplätze. In den Verkehrsspitzen sollen Dreifachtraktionen fahren, die dann über 999 Sitzplätze verfügen. Der erste Triebzug absolvierte ab April 2013 Testfahrten auf dem Eisenbahnversuchsring Velim.
Im September 2013 wurde am Rosenheimer Bahnhof erstmals einer der sechsteiligen Elektrotriebwagen präsentiert.
Bis Anfang Mai 2014 standen die meisten der 35 Meridian-Triebwagen betriebsfähig zur Verfügung. Sie werden regulär auf den entsprechenden Strecken eingesetzt. Seit Ende Juni 2014 sind alle Züge im Einsatz, somit wird auch auf der Mangfalltalbahn eine Direktverbindung nach München angeboten.
Die 35 Triebzüge wurden am 31. Juli 2014 für rund 200 Mio. € von der Mutter Veolia an das Leasingunternehmen Alpha Trains verkauft und zurückgeleast.
Die elektrischen Triebzüge der Fahrzeugfamilie FLIRT, welche der Meridian nutzt, stammen aus Berlin-Pankow vom Hersteller Stadler. Die Höchstgeschwindigkeit der Züge beträgt 160 km/h, zur Ausstattung gehört ein Mehrzweckbereich und ein 1.-Klasse-Bereich. Die Flotte umfasst 28 sechsteilige Triebzüge mit einer Länge von 107 m und 333 Sitzplätzen, sowie sieben dreiteilige Triebzüge mit einer Länge von 59 m und 158 Sitzplätzen, wobei bei Bedarf einzelne Triebzüge zu Mehrfachtraktionen mit bis zu 999 Sitzplätzen und einer Gesamtlänge von 321 m zusammengefügt werden können.
Meridian stand in der Vergangenheit wiederholt in der Kritik wegen technischer Mängel an diesen Zügen. Deshalb wurde in München-Freimann ein zusätzlicher „Instandhaltungspunkt“ eingerichtet. Dort sollen Reparaturen schneller möglich sein, denn in der Vergangenheit mussten die Meridian-Züge erst nach Regensburg gefahren werden, wo das Unternehmen eine Werkstatt betrieb. Seit August 2016 werden die Meridian-Züge in Augsburg instand gehalten und Bedarfsarbeiten wie Wartung, Reinigung, Ergänzung von Betriebsstoffen und Reparaturen durchgeführt. Die Meridian-Werkstatt befindet sich in unmittelbarer Nähe zum Betriebswerk der Schwestergesellschaft Bayerische Regiobahn GmbH. Hintergrund ist eine Serie von Störfällen in der jüngsten Vergangenheit. Anfang Februar 2016 hatte die Bayerische Oberlandbahn GmbH bekannt gegeben, dass zehn der 35 Züge wegen verschiedener technischer Störungen nicht einsatzfähig seien. Nach diversen Maßnahmen waren kurze Zeit später die Züge wieder störungsfrei auf der Schiene unterwegs.
Die Triebzüge 325 und 355 waren nach dem Eisenbahnunfall von Bad Aibling nicht mehr einsatzfähig. Sie wurden Ende 2017 durch zwei baugleiche Züge (329 und 358) ersetzt, die seit 2. Januar 2018 im Einsatz sind.

### Ersatzkonzept in der Anfangszeit

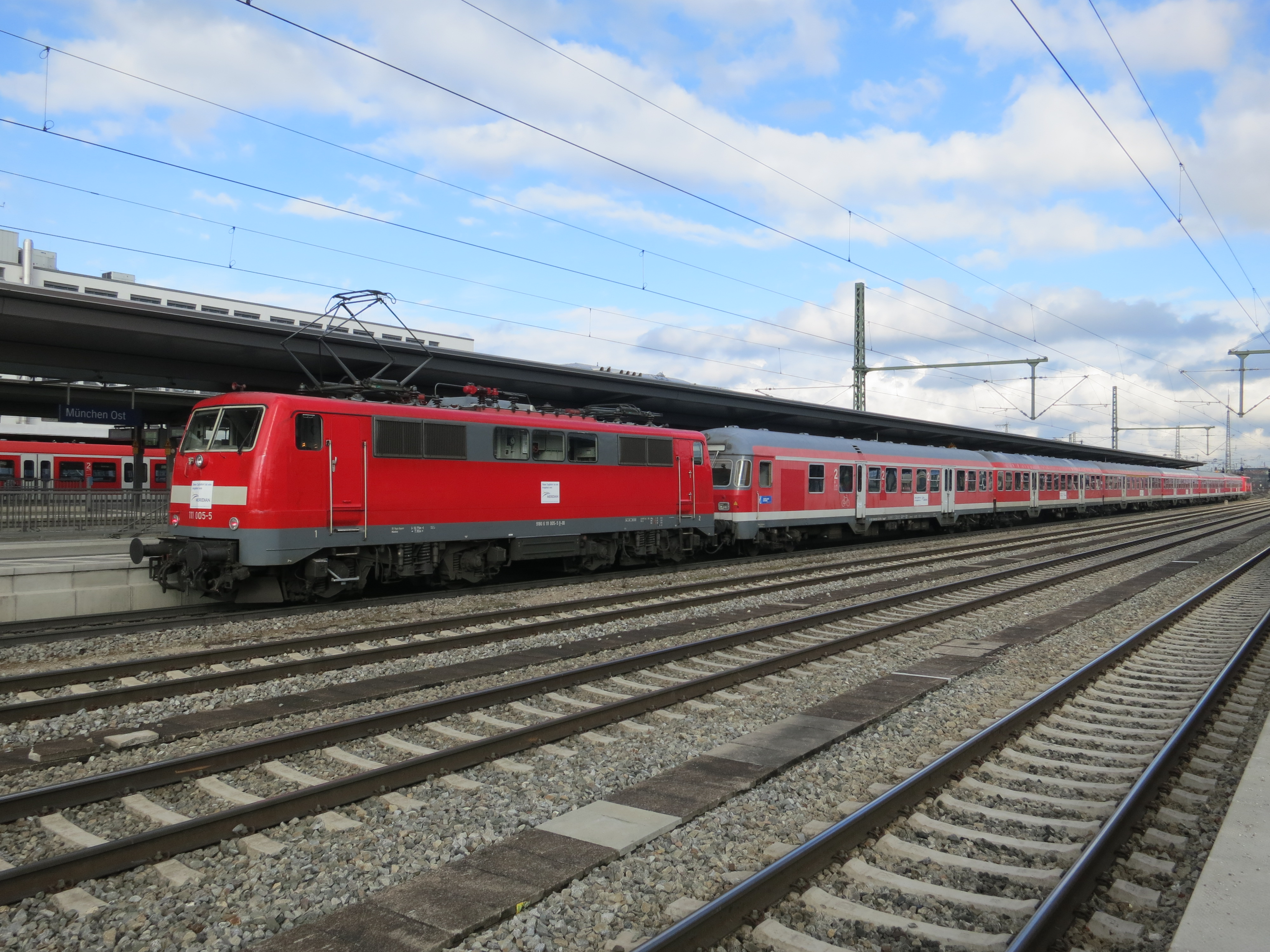
Baureihe 111 mit n-Wagen als Meridian-Ersatzzug

Die Vorbereitungen für den Betrieb gestalteten sich nach Medienberichten schwierig. So verfügte Meridian zum Start am 15. Dezember 2013 nur über 15 der bestellten 35 Zuggarnituren, da der Hersteller vom Eisenbahnbundesamt nicht fristgerecht die nötigen Zulassungen erhalten habe. Sechs dieser 15 Züge nahm Veolia wegen vieler, teilweise auch sicherheitsrelevanter Mängel vom Hersteller Stadler nicht ab. Von den neun ausgelieferten Flirts waren vier bereits ab 16. Dezember wegen Schäden an der Elektronik, Problemen mit der Bremssteuerung und durch Bedienungsfehler hervorgerufene Schäden am Stromabnehmer außer Betrieb.
Ein Ersatzkonzept auf Basis der ausgelieferten und zugelassenen 15 Garnituren wurde entwickelt: Anstelle der zum Betriebsstart noch fehlenden mehrfachtraktionsfähigen Triebfahrzeuge wurden acht angemietete Wendezuggarnituren verwendet. Dabei handelt es sich unter anderem um die bereits zuvor auf der Strecke München–Salzburg und München–Kufstein eingesetzten Lokomotiven der Baureihe 111 mit n-Wagen der DB Regio sowie um City-Shuttle-Inlandswagen der ÖBB, einen Doppelstockwendezug der Metronom und einen Doppelstocktriebwagen der Bauart Stadler KISS der ODEG. Auf der Mangfalltalbahn kamen Dieseltriebwagen vom Typ Desiro der Vogtlandbahn und vom Typ Talent der Ostseeland Verkehr sowie zeitweise ein Elektrotriebwagen der Bauart Coradia Continental der NordWestBahn zum Einsatz. Die ehemalige S 27 zwischen München und Deisenhofen wurde mit Elektrotriebwagen der Baureihe 423 der S-Bahn München betrieben.

## Eisenbahnunfall in Bad Aibling im Februar 2016
Am 9. Februar 2016 kam es gegen 6:50 Uhr auf der Bahnstrecke Holzkirchen–Rosenheim auf Höhe Bad Aibling zu einem Zusammenstoß zweier Meridian-Züge. 12 Menschen starben, es gab 89 Verletzte, davon 26 Schwerverletzte. Unter den Toten befinden sich auch die Lokführer beider Triebfahrzeuge.
Als Ursache für den Unfall wurde menschliches Versagen des verantwortlichen DB-Fahrdienstleiters festgestellt, der durch eine falsche Signalstellung einen Zusammenstoß der beiden Triebfahrzeuge provozierte.
Als vorläufiger Ersatz für die beiden beim Unglück beteiligten Triebwagen befand sich bis Mitte März 2016 ein Triebwagen der Siemens Desiro ML der trans regio auf der Strecke München–Deisenhofen im Einsatz, um den entstandenen Fahrzeugmangel zu überbrücken. Nach Fristablauf wurde dieser zurückgegeben und durch zwei Coradia Continental-Triebzüge der Transdev Regio Ost ersetzt. National Express stellte im Mai 2016 ebenfalls eine Wendezuggarnitur mit alten Reichs- und Bundesbahnwagen zur Verfügung, die bis Dezember 2017 im Einsatz blieb. Seit 2. Januar 2018 sind die beiden nachbestellten Meridian-Zug-Garnituren von Stadler im Einsatz, die baugleich zu der Erstbestellung sind.